# Ballade vom Hundestrand
Ballade vom Hundestrand (Originaltitel: Balada da Praia dos Cães) ist ein Spielfilm des portugiesischen Regisseurs José Fonseca e Costa aus dem Jahr 1987. Er basiert auf José Cardoso Pires’ gleichnamigem Roman aus dem Jahr 1982.

## Handlung
Am Strand von Praia do Guincho scharren wilde Hunde Anfang der 1960er Jahre den toten Körper eines Offiziers der Portugiesischen Streitkräfte aus. Es handelt sich dabei um die Leiche des Hauptmann Dantas, einem revolutionären Oppositionellen, der von der politischen Polizei des Estado Novo-Regimes gesucht wurde, seit ihm die Flucht aus dem Gefängnis der Festung von Elvas gelungen war, zusammen mit zwei Kameraden und unter Mithilfe einer unbekannt gebliebenen Frau.
Die Geheimpolizei schiebt den Fall umgehend ab, um vor der Öffentlichen Meinung nicht den Verdacht eines politischen Mordes aufkommen zu lassen, und die Kriminalpolizei wird mit der Aufklärung des Falles betraut. Der zuverlässige, aus dem konservativen Norden in das sündige Lissabon gezogene, jedoch inzwischen illusionslos gewordene Inspektor Elias Santana erhält daraufhin den Fall. Im Verlauf seiner Ermittlungen wird ihm die undurchsichtige Brisanz und die politische Tragweite des Falls schnell deutlich. Der Schlüssel zu dem Fall ist die geheimnisvolle, idealistische Mena, die vermutliche Geliebte des ermordeten Dantas. Ihrer Faszination jedoch droht der in sich ruhende Kommissar zu erliegen.
Die Filmhandlung entrollt sich zwischen dem in Rückblicken gezeigten Leben der Flüchtigen in ihrem Versteck in einem Landhaus außerhalb Lissabons, und den Ermittlungen, die die Geschehnisse zunehmend aufdecken, bis zur Aufklärung der Zusammenhänge und schließlich des konkreten Mordes.

## Rezeption
Der Film erlangte mit seiner hochkarätigen Besetzung einige Beachtung, insbesondere durch den in Portugal als Komiker sehr populären Raul Solnado in der Rolle des desillusionierten, tiefgründigen Inspektors. Zudem war die Romanvorlage von José Cardoso Pires im gleichen Jahr von der portugiesischen Schriftstellervereinigung APE (Associação Portuguesa de Escritores) ausgezeichnet worden. Die Kritik lobte den Film, insbesondere für die Leistungen der Hauptdarsteller, für die Fotografie und den Schnitt, aber auch für die gelungene Darstellung eines von der Diktatur gehemmten und in der Folge reaktionsunfähigen und beschämten Landes.
Der Film kam am 12. März 1987 in Portugal in die Kinos und wurde mit 81.995 Besuchern ein Erfolg. Später wurde er u. a. im zweiten Kanal des öffentlich-rechtlichen Fernsehsenders RTP in Portugal gezeigt.
2013 erschien er in Portugal als DVD.